# Hopea glabrifolia
Hopea glabrifolia är en tvåhjärtbladig växtart som beskrevs av Cyril Tenison White. Hopea glabrifolia ingår i släktet Hopea och familjen Dipterocarpaceae. Inga underarter finns listade i Catalogue of Life.